# Psychidopsis alpherakii
Psychidopsis alpherakii är en fjärilsart som beskrevs av Franciscus J.M. Heylaerts 1883. Psychidopsis alpherakii ingår i släktet Psychidopsis och familjen säckspinnare. Inga underarter finns listade.